# Zbrodnia w Trójcy
Zbrodnia w Trójcy – zbrodnia popełniona 23 października 1944 roku przez oddział Ukraińskiej Powstańczej Armii (UPA) na Polakach i Ukraińcach we wsi Trójca położonej w dawnym powiecie śniatyńskim województwa stanisławowskiego, na terenach zajętych przez Armię Czerwoną. W konsekwencji zginęło 72–75 osób.

## Przed zbrodnią
Przed II wojną światową Trójca była wsią o mieszanym, ukraińsko-polsko-żydowskim składzie narodowościowym; Ukraińcy stanowili zdecydowaną większość. W 1939 roku w Trójcy mieszkało około 700 Polaków.
Według świadectw zebranych przez Stowarzyszenie Upamiętnienia Ofiar Zbrodni Ukraińskich Nacjonalistów w czasie okupacji niemieckiej w samej Trójcy nie doszło do żadnego ataku ukraińskich nacjonalistów na Polaków. Jeden ze świadków wspomina spalenie polskich gospodarstw na należącym do sołectwa pobliskim osiedlu Haniów i zabicie 13 Polaków w marcu 1944 roku.
W maju 1944 r., po zajęciu tych ziem przez Armię Czerwoną, Polaków zaczęto powoływać do Wojska Polskiego, pozbawiając wsie mężczyzn zdolnych do obrony; podobnie stało się w Trójcy.

## Przebieg zbrodni
Według wspomnień świadków oddział UPA nadciągnął od strony Dawydowa około godziny 14. Napastnicy rozeszli się po wsi i odwiedzając polskie zagrody zabijali napotkanych ludzi. Z reguły zabijano przy użyciu broni palnej, jednak zdarzały się także przypadki tortur. Mienie Polaków grabiono zabierając je wozami. Ograbione domostwa razem z ciałami ofiar podpalano.
Na widok nadchodzącej grupy część Polaków ratowała się ucieczką na pola i w stronę Zabłotowa, gdzie stacjonowali radzieccy żołnierze. Niektórzy z Polaków znaleźli schronienie w domach ukraińskich. Rodzinę Stanisława Jankowskiego przed napadem ostrzegła Ukrainka Marusia Błoszko. Za pomoc udzieloną Polakom upowcy ukarali śmiercią 9 osób z ukraińskich rodzin Manyluków i Sachruków; inną karą było palenie domów Ukraińców ratujących Polaków.
Według świadka zaalarmowani żołnierze radzieccy późnym wieczorem przyjechali do Trójcy, lecz zostali zatrzymani ogniem karabinu maszynowego i po godzinie wymiany ognia wycofali się do Zabłotowa. W nocy oddział UPA ze śpiewem na ustach opuścił Trójcę.
Według Grzegorza Motyki powołującego się na Litopys UPA napastnicy zabili 58 Polaków i 14 Ukraińców, w tym czworo dzieci w wieku do 2 lat. Romuald Niedzielko podaje liczbę 75 zabitych. Sz. Siekierka, H. Komański i E. Różański twierdzą, że ukraińscy nacjonaliści zabili w różnym czasie łącznie 104 mieszkańców Trójcy.
Zabitych podczas masakry 23 października 1944 pochowano w zbiorowej mogile.

## Upamiętnienie
W Trójcy (powiat zgorzelecki), gdzie po wojnie przesiedlono część Trójczan, znajduje się symboliczna mogiła ofiar zbrodni z tablicą wymieniającą nazwiska zabitych. W 1992 roku na zbiorowej mogile w ukraińskiej Trójcy rodziny ofiar postawiły pomnik w formie krzyża.
Obecnie prowadzone są prace renowacyjne mogiły pomordowanych w Trójcy, zainicjowane przez urodzonego w Trójcy społecznika, Edwarda Laskowskiego, autora książki "Ocalić od zapomnienia utracony dom rodzinny na Kresach", będącej zbiorem wspomnień m.in. o tejże miejscowości.